# Quintanilla de la Mata
Quintanilla de la Mata és un municipi de la província de Burgos a la comunitat autònoma de Castella i Lleó. Forma part de la comarca de l'Arlanza.

## Demografia
| 1991 |  | 1996 |  | 2001 |  | 2004 |
| ---- |  | ---- |  | ---- |  | ---- |
| 174  |  | 177  |  | 160  |  | 157  |

## Personatges il·lustres
- Germán García García  Arxivat 2008-06-03 a Wayback Machine. (1903-1936), religiós dels Germans de les Escoles Cristianes amb el nom de Germà Luciano Pablo, beatificat, juntament amb altres 498 Víctimes de la persecució religiosa durant la Guerra Civil Espanyola, el 28 d'octubre de 2007 a Roma  Arxivat 2008-04-24 a Wayback Machine.
- Julián Santillán Rodríguez (1883-1924): Obrer anarquista que va prendre part en els successos de Bera durant la Dictadura de Primo de Rivera (mort de dos Guàrdies Civils), el que li costaria la pena de mort a garrote vil en el penal de Pamplona. El sinistre episodi ve recollit magistralment en la novel·la de Pío Baroja «La Familia de Errotacho».